# Lillsjön (Yxnerums socken, Östergötland)
Lillsjön är en sjö i Åtvidabergs kommun i Östergötland och ingår i Söderköpingsåns huvudavrinningsområde. Sjön har en area på 0,136 kvadratkilometer och ligger 40,6 meter över havet.

## Delavrinningsområde
Lillsjön ingår i det delavrinningsområde (646375-152734) som SMHI kallar för Mynnar i Yxningen. Medelhöjden är 71 meter över havet och ytan är 4,11 kvadratkilometer. Räknas de 2 avrinningsområdena uppströms in blir den ackumulerade arean 21,17 kvadratkilometer. Vattendraget som avvattnar avrinningsområdet har biflödesordning 2, vilket innebär att vattnet flödar genom totalt 2 vattendrag innan det når havet efter 55 kilometer. Avrinningsområdet består mestadels av skog (80 procent) och jordbruk (10 procent). Avrinningsområdet har 0,13 kvadratkilometer vattenytor vilket ger det en sjöprocent på 3,1 procent.